# Medaille van de Veteranenverenigingen (Mecklenburg-Strelitz)
De Medaille van de Veteranenverenigingen (Duits: Kriegsvereinsmedaille) was een onderscheiding van het groothertogdom Mecklenburg-Strelitz. De ronde en geoxideerde zilveren medaille werd aan lint in de nationale kleuren geel-rood en blauw op de linkerborst gedragen.
Op de voorzijde staat de tekst "MITT GOTT FÜR KAISER, FÜRST UND VATERLAND" onder twee gekruiste ontblote sabels. Op de keerzijde staat de datum "17 JUNI 1906" onder het groothertogelijk monogram van Adolf Frederik V en een beugelkroon.

De Medaille van de Veteranenverenigingen van het groothertogdom Mecklenburg-Schwerin, Duits: Kriegervereinsmedaille) was een onderscheiding die aan de verdienstelijke leden van deze veteranenverenigingen werd verleend. Duitsland was in de laatste jaren van de 19e eeuw en in de opmaat tot de Eerste Wereldoorlog een door en door militaristische samenleving. De veteranen van de eerdere oorlogen, tegen China, tegen Frankrijk in 1870, tegen Oostenrijk en zijn bondgenoten, tegen Denemarken en in het revolutiejaar 1848 toen een democratische opstand met geweld werd onderdrukt werden in het openbaar vaak geëerd en gefêteerd. De verjaardag van de overwinning op de "Franse erfvijand" in 1870, de zogeheten "Sedan-Tag" op 2 september werd ieder jaar groots gevierd.
De regering van Mecklenburg-Strelitz ondersteunde de politiek zeer conservatief georiënteerde veteranenverenigingen.
De val van de Mecklenburgse monarchie in november 1918 maakte ook een einde aan het verlenen van deze medaille.